# Voetbalkampioenschap van Saale 1907/08
In 1907/08 werd het eerste voetbalkampioenschap van Saale gespeeld, dat georganiseerd werd door de Midden-Duitse voetbalbond. Hallescher FC 1896 en Wacker Halle speelden de voorbije seizoenen in het kampioenschap van Noordwest-Saksen. HFC 1896 werd kampioen en plaatste zich voor de Midden-Duitse eindronde. De club versloeg FV Wettin Plauen met 5:0 en verloor in de halve finale na verlengingen van Wacker Leipzig.

## 1. Klasse
| Plaats | Club                      | Wed. | W | G | V | Saldo | Ptn.  |
| ------ | ------------------------- | ---- | - | - | - | ----- | ----- |
| 1.     | Hallescher FC 1896        | 6    | 5 | 0 | 1 | 28:07 | 10:02 |
| 2.     | Hallescher FC Wacker 1900 | 6    | 3 | 0 | 3 | 15:18 | 06:06 |
| 3.     | FC Cöthen 02              | 6    | 2 | 2 | 2 | 14:19 | 06:06 |
| 4.     | FC Hohenzollern Halle     | 6    | 0 | 2 | 4 | 07:20 | 02:10 |

|  | Kampioen, geplaatst voor Midden-Duitse eindronde |